# Астерікс та вікінги
«Астерікс і вікінги» (фр. Astérix et les Vikings, дан. Asterix og Vikingerne, англ. Asterix and the Vikings) — французько-датський мультфільм 2006 року, створений студією 2d3D Animations за мотивами коміксів про гальських воїнів Астерікса і Обелікса.

## Сюжет
Сюжет переважно обертається навколо молодого Джастфоркікса, по відношенню до якого великі герої є вчителями.
Астерікс і Обелікс отримують від свого вождя незвичайне завдання: вони повинні виховати справжнім воїном його племінника, Джастфоркікса. Юнак виявляється слабаком, пацифістом і боягузом, зовсім нездатним бути воїном та «справжнім чоловіком». Його більше приваблюють танці та розваги. Він всіляко ухиляється від занять, боїться всього і не здатний впоратися навіть із слабким супротивником.
Тим часом вікінги грабують береги Європи, з кожним разом все частіше виявляючи, що їхні потенційні жертви розбігаються перш, ніж справа доходить до бійки. Чаклун Криптограф намагається пояснити це роздратованому вождеві тим, що страх надає цим людям крила і вождь сприймає ці слова буквально, сподіваючись, що вікінги теж зможуть літати.
Експедиція норманів вирушає до Галії. Криптограф сподівається вигадати на своїй випадковій брехні: вождь обіцяв видати свою дочку за того, хто знайде «Чемпіона зі Страху». Син чаклуна Олаф знаходить і викрадає Джастфоркікса, який здається вікінгам найбільш відповідним «Чемпіоном». На дракарі викрадачів юнак зводить близькі стосунки з дочкою вождя Аббою — тієї, на яку будує плани шаман. Астерікс і Обелікс, дізнавшись про викрадення вихованця, кидаються у погоню. Але Джастфоркікс задоволений своїм становищем гостя вікінгів: зустрівши кохану дівчину, оточений пошаною, він не хоче повертатися до Галії, до виснажливих занять. Ображені герої йдуть.
І Криптографу, і Джастфоркіксу тепер треба довести, що гал вміє літати. Чаклун скидає юнака з урвища на мотузці, змусивши вождя повірити в те, що «Чемпіон зі Страху» полетів. Тепер син чаклуна насильно тягне Аббу під вінець (так влаштовано у вікінгів щоб одружити когось нехай і насильно), а Джастфоркікса лиходій скидає у прірву. Але Астерікс і Обелікс вчасно повертаються щоб врятувати юнака і засмутити весілля. Джастфоркіксу доводиться розкрити обман: він не літаючий чоловік, а звичайний боягуз. Все ж таки йому вдається винайти засіб для польотів: дельтаплан. Захоплений вождь віддає за нього Аббу, а дядько тепер визнає Джастфоркікса справжнім чоловіком.

## Ролі озвучили
- Шон Астін — Джастфоркікс
- Бред Гарретт — Обелікс
- Пол Джаматті — Астерікс
- Еван Рейчел Вуд — Абба
- Грег Проупс — Криптограф